# Гіпатія Лі
Вікто́рія Лінч (англ. Victoria Lynch; нар. 11 листопада 1960, Індіанаполіс, США), відома як Гіпа́тія Лі (англ. Hyapatia Lee) — колишня американська танцюристка й порноакторка.

## Біографія
Народилася в Індіанаполісі у батьків-підлітків. Відвідувала місцеву школу, де зіграла у кількох мюзиклах.

## Нагороди
- 1991 AVN Найкраща акторка (за фільм «Масажистка» (англ. «The Masseuse»))[3]
- 1993 F.O.X.E Вибір глядачів[4]
- Включена до Зали слави AVN[5][6]